# III World Skate Games
La terza edizione dei World Skate Games è stata ospitata da Buenos Aires dal 24 ottobre al 13 novembre 2022 con lo scopo di unire atleti di livello internazionale in una competizione che celebra lo sport rotellistico.

## I Giochi

### Sedi di gara
Le gare si sono svolte in due cluster, uno a Buenos Aires e uno a San Juan. 

#### Buenos Aires
- Plaza San Martín: cerimonia d'apertura.
- Olympic Park: pattinaggio artistico a rotelle, pattinaggio freestyle, hockey in-line.
- Vicente López: pattinaggio di velocità.
- Puerto Madero: pattinaggio di velocità, roller freestyle, scooter.

#### San Juan
- Albardón: skateboarding, scooter.
- Punta Negra:skateboarding, inline downhill.
- San Juan: cerimonia di chiusura, hockey su pista, skate cross.

### Paesi partecipanti
Hanno preso parte 64 paesi:
 Angola
 Benin
 Costa d'Avorio
 Egitto
 Mozambico
 Namibia
 Senegal
 Sierra Leone
 Sudafrica
 Burkina Faso
 Rep. del Congo
 Guinea
 Kenya
 Marocco
 Nigeria
 Sudan
 Argentina
 Bolivia
 Brasile
 Canada
 Cile
 Colombia
 Costa Rica
 Rep. Dominicana
 Ecuador
 El Salvador
 Stati Uniti
 Guatemala 
 Messico
 Paraguay
 Perù
 Uruguay
 Venezuela
 Cuba
 Cina
 Corea del Sud
 Filippine 
 Hong Kong
 India
 Iran
 Israele
 Giappone
 Kazakistan
 Thailandia
 Taipei cinese
 Germania
 Andorra
 Austria
 Belgio
 Croazia
 Rep. Ceca
 Danimarca
 Slovacchia
 Slovenia
 Spagna
 Estonia
 Finlandia
 Francia
 Regno Unito
 Ungheria
 Irlanda
 Italia
 Lettonia
 Norvegia
 Paesi Bassi
 Polonia
 Portogallo
 Romania
 San Marino
 Svizzera
 Bielorussia
 Bulgaria
 Lituania
 Russia
 Serbia
 Svezia
 Turchia
 Ucraina
 Bangladesh
 Indonesia
 Macao
 Malaysia
 Australia
 Nuova Zelanda

### Discipline
I III World Skate Games hanno compreso 126 eventi in 10 discipline:
- Hockey su pista (dettagli)
- Hockey in-line (dettagli)
- Pattinaggio di velocità (dettagli)
- Pattinaggio artistico a rotelle (dettagli)
- Pattinaggio freestyle (dettagli)
- Roller freestyle (dettagli)
- Skateboarding (dettagli)
- Skate cross (dettagli)
- Scooter (dettagli)
- Inline downhill (dettagli)

### Calendario
Il calendario è stato ufficialmente diffuso nel 2022:
| OC | Opening ceremony | ● | Event competitions | 1 | Event finals | CC | Closing ceremony |

| Sport/Data                      | Sport/Data                      | Ottobre | Ottobre | Ottobre | Ottobre | Ottobre | Ottobre | Ottobre | Ottobre | Novembre | Novembre | Novembre | Novembre | Novembre | Novembre | Novembre | Novembre | Novembre | Novembre | Novembre | Novembre | Novembre | Sport |
| Sport/Data                      | Sport/Data                      | 24 Lun  | 25 Mar  | 26 Mer  | 27 Gio  | 28 Ven  | 29 Sab  | 30 Dom  | 31 Lun  | 1 Mar    | 2 Mer    | 3 Gio    | 4 Ven    | 5 Sab    | 6 Dom    | 7 Lun    | 8 Mar    | 9 Mer    | 10 Gio   | 11 Ven   | 12 Sab   | 13 Dom   | Sport |
| ------------------------------- | ------------------------------- | ------- | ------- | ------- | ------- | ------- | ------- | ------- | ------- | -------- | -------- | -------- | -------- | -------- | -------- | -------- | -------- | -------- | -------- | -------- | -------- | -------- | ----- |
| Cerimonie                       | Cerimonie                       |         |         |         |         |         | OC      |         |         |          |          |          |          |          |          |          |          |          |          |          |          | CC       |       |
| Inline hockey                   | Inline hockey                   | ●       | ●       | ●       | ●       | ●       | ●       | 2       | ●       | ●        | ●        | ●        | ●        | ●        | 2        |          |          |          |          |          |          |          | 4     |
| Inline downhill                 | Inline downhill                 |         |         |         |         |         |         |         |         |          |          |          |          |          |          |          |          |          | ●        | 2        |          |          | 2     |
| Skateboarding                   | Skateboarding                   |         |         |         |         | 1       | 1       | 3       | 1       |          |          |          |          |          |          |          |          |          | ●        | 4        | 4        |          | 14    |
| Hockey su pista                 | Hockey su pista                 |         |         |         |         |         |         |         |         | ●        | ●        | ●        | ●        | 1        |          | ●        | ●        | ●        | ●        | ●        | 1        | 1        | 3     |
| Pattinaggio freestyle           | Pattinaggio freestyle           |         |         |         |         |         |         |         |         |          |          | 3        | 6        | 4        | 4        |          |          |          |          |          |          |          | 17    |
| Pattinaggio di velocità         | Pattinaggio di velocità         |         |         |         |         | 8       | 8       | 8       |         | 8        | 4        | 4        |          | 2        |          |          |          |          |          |          |          |          | 42    |
| Pattinaggio artistico a rotelle | Pattinaggio artistico a rotelle |         | ●       | ●       | 4       | ●       | ●       | 4       | 4       | ●        | ●        | 2        | 2        | 3        | 3        |          |          |          |          |          |          |          | 22    |
| Roller freestyle                | Roller freestyle                |         |         |         |         |         | ●       | 4       |         |          |          | ●        | ●        | 2        | 4        |          |          |          |          |          |          |          | 10    |
| Skate cross                     | Skate cross                     |         |         |         |         |         |         |         |         |          |          |          |          |          |          |          |          |          |          |          | 2        | 2        | 4     |
| Scooter                         | Scooter                         |         |         |         |         | ●       | ●       | 3       |         |          |          |          | ●        | ●        | 3        |          |          |          |          |          |          |          | 6     |
| Medaglie                        | Medaglie                        | 0       | 0       | 0       | 0       | 0       | 0       | 0       | 0       | 0        | 0        | 0        | 0        | 0        | 0        | 0        | 0        | 0        | 0        | 0        | 0        | 0        | 0     |
| Totale cumulativo               | Totale cumulativo               | 0       | 0       | 0       | 0       | 0       | 0       | 0       | 0       | 0        | 0        | 0        | 0        | 0        | 0        | 0        | 0        | 0        | 0        | 0        | 0        | 0        | 0     |
| Sport/Data                      | Sport/Data                      | Ottobre | Ottobre | Ottobre | Ottobre | Ottobre | Ottobre | Ottobre | Ottobre | Novembre | Novembre | Novembre | Novembre | Novembre | Novembre | Novembre | Novembre | Novembre | Novembre | Novembre | Novembre | Novembre | Sport |
| Sport/Data                      | Sport/Data                      | 24 Lun  | 25 Mar  | 26 Mer  | 27 Gio  | 28 Ven  | 29 Sab  | 30 Dom  | 31 Lun  | 1 Mar    | 2 Mer    | 3 Gio    | 4 Ven    | 5 Sab    | 6 Dom    | 7 Lun    | 8 Mar    | 9 Mer    | 10 Gio   | 11 Ven   | 12 Sab   | 13 Dom   | Sport |

## Medagliere
| Posiz. | Nazione                     | Oro | Argento | Bronzo | Totale |
| ------ | --------------------------- | --- | ------- | ------ | ------ |
| 1      | Colombia                    | 20  | 15      | 11     | 45     |
| 2      | Italia                      | 16  | 30      | 16     | 62     |
| 3      | Spagna                      | 16  | 12      | 14     | 42     |
| 4      | Taipei cinese               | 15  | 15      | 11     | 41     |
| 5      | Francia                     | 13  | 7       | 15     | 35     |
| 6      | Argentina                   | 8   | 3       | 5      | 16     |
| 7      | Stati Uniti                 | 7   | 9       | 8      | 24     |
| 8      | Giappone                    | 5   | 8       | 3      | 16     |
| 9      | Lettonia                    | 4   | 5       | 6      | 15     |
| 10     | El Salvador                 | 3   | 0       | 0      | 3      |
| 10     | Francia                     | 3   | 0       | 0      | 3      |
| 12     | Polonia                     | 2   | 4       | 2      | 8      |
| 13     | Brasile                     | 2   | 3       | 4      | 9      |
| 14     | Rep. Ceca                   | 2   | 1       | 1      | 4      |
| 15     | Ecuador                     | 1   | 4       | 4      | 9      |
| 16     | Portogallo                  | 1   | 1       | 4      | 6      |
| 17     | Messico                     | 1   | 0       | 3      | 4      |
| 18     | Belgio                      | 1   | 0       | 2      | 3      |
| 18     | Germania                    | 1   | 0       | 2      | 3      |
| 18     | Regno Unito                 | 1   | 0       | 2      | 3      |
| —      | Atleti Individuali Neutrali | 1   | 0       | 2      | 3      |
| 22     | Canada                      | 1   | 0       | 0      | 1      |
| 22     | Senegal                     | 1   | 0       | 0      | 1      |
| 22     | Namibia                     | 1   | 0       | 0      | 1      |
| 25     | Cile                        | 0   | 2       | 6      | 8      |
| 26     | Romania                     | 0   | 2       | 0      | 2      |
| 26     | Venezuela                   | 0   | 2       | 0      | 2      |
| 28     | Corea del Sud               | 0   | 1       | 2      | 3      |
| 29     | Nuova Zelanda               | 0   | 1       | 1      | 2      |
| 30     | Perù                        | 0   | 1       | 0      | 1      |
| 31     | Australia                   | 0   | 0       | 1      | 1      |
| 31     | San Marino                  | 0   | 0       | 1      | 1      |
| Totale | Totale                      | 126 | 126     | 126    | 378    |